# Proteste im Jemen 2011

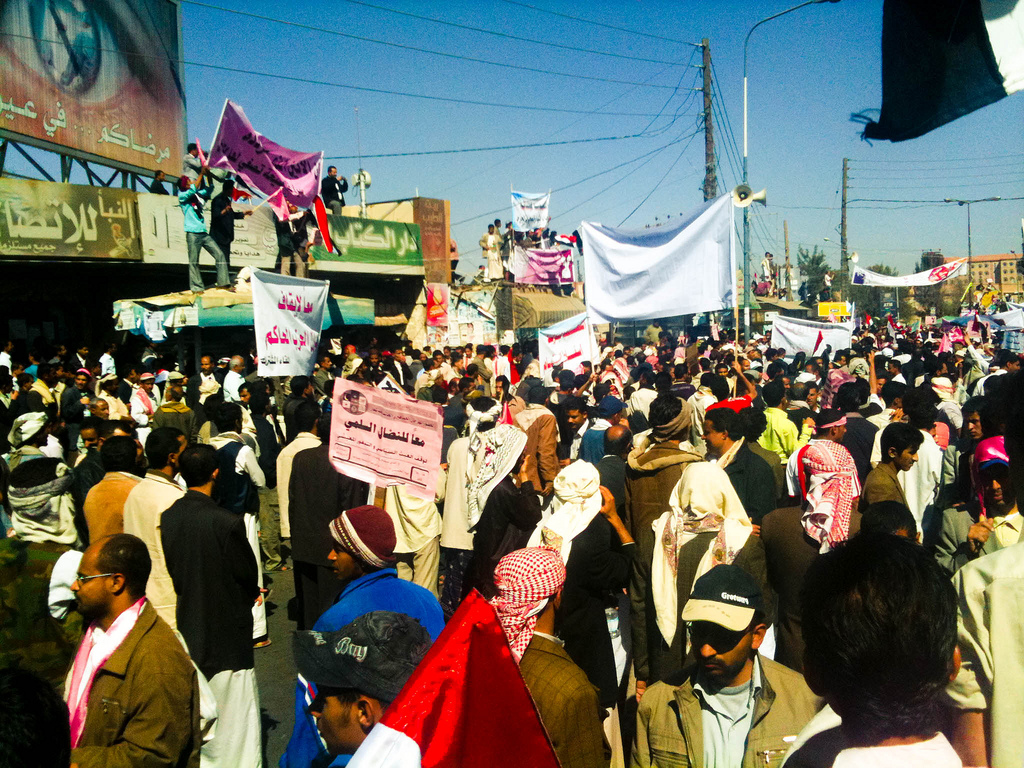
Proteste in Sanaa am 3. Februar 2011

Im Zusammenhang mit den Ereignissen des Arabischen Frühlings im Jahr 2011, die unter anderem zum Sturz der tunesischen und ägyptischen Machthaber führten, gab es ab 27. Januar 2011 auch Proteste im Jemen. Polizei und Militär gingen dabei immer wieder gewaltsam gegen die Demonstranten vor, zudem lieferten sich zeitweise Regierungstruppen und oppositionelle Stammeskämpfer heftige Gefechte. Nach Oppositionsangaben verloren mehr als 860 Menschen ihr Leben. Am 23. November 2011 unterzeichnete Präsident Ali Abdullah Salih ein Abkommen, das seinen Rücktritt innerhalb von 30 Tagen vorsah. Die Ereignisse werden vereinzelt auch als Jemenitische Revolution bezeichnet.

## Ursachen

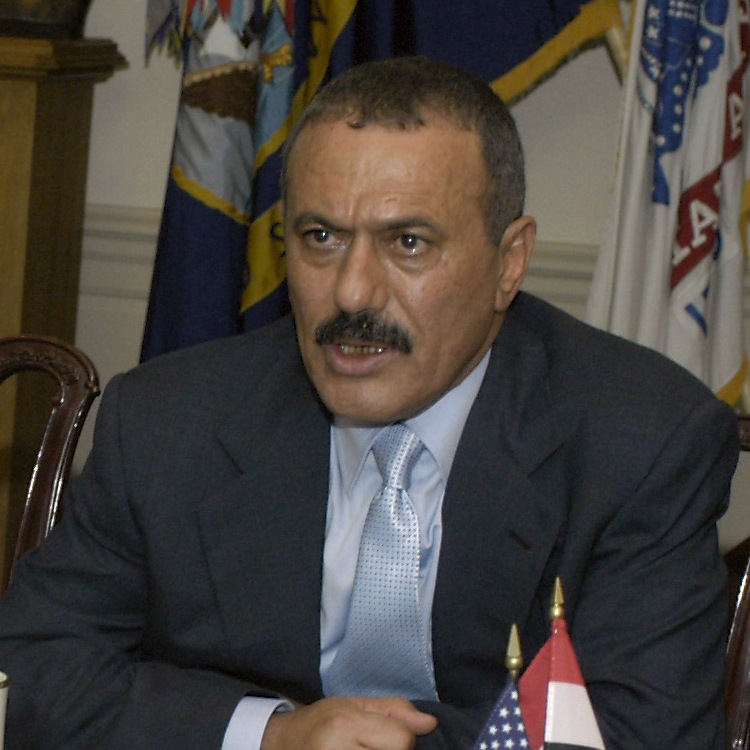
Ali Abdullah Salih, Präsident des Nordjemen von 1978 bis 1990 und des (vereinigten) Jemen seit 1990

Die Demonstranten machten Präsident Salih, der das Land seit mehr als 30 Jahren regierte, für die weit verbreitete Armut im Jemen verantwortlich; beinahe die Hälfte der Bevölkerung muss mit weniger als zwei US-Dollar pro Tag auskommen, jeder Dritte hungert. Sie forderten seinen Rücktritt.

### Vorgeschichte
Die wirtschaftliche Lage des Jemen hat ihre Ursachen auch in der Vorgeschichte des Landes. So kam es nach dem Zweiten Weltkrieg regelmäßig zu militärischen Auseinandersetzungen auf dem Gebiet des heutigen Jemen. Insbesondere der Südjemen-Aufstand und der Huthi-Konflikt sowie die Umstände, die zu diesen Ereignissen führten, haben einen großen Anteil an der wirtschaftlichen und politischen Situation des Staates.
Mehrere Oppositionsparteien haben sich 2002 zu einer Koalition (Joint Meeting Parties – JMP) zusammengeschlossen. Die Opposition, wie auch das politische System im Jemen insgesamt, ist sowohl wegen ihrer stark unterschiedlichen Ausrichtungen (die Koalition umfasst z. B. die Jemenitische Sozialistische Partei, Stammensvereinigungen und die Islah (Reform) Party mit einer Nähe zum islamischen Fundamentalismus) als auch wegen der nach wie vor existierenden Spannungen zwischen dem Süden und Norden des Landes jedoch deutlich zersplittert.

## Anlass
Als Auslöser gilt eine von Präsident Salih vorgelegte Verfassungsänderung, die ihm das Amt auf Lebenszeit garantieren sollte. Die Proteste wurden jedoch auch als Zeichen einer infolge der Revolutionen in Tunesien und in Ägypten entstandenen allgemeinen Unsicherheit in der gesamten arabischen Welt gewertet.

## Verlauf der Proteste

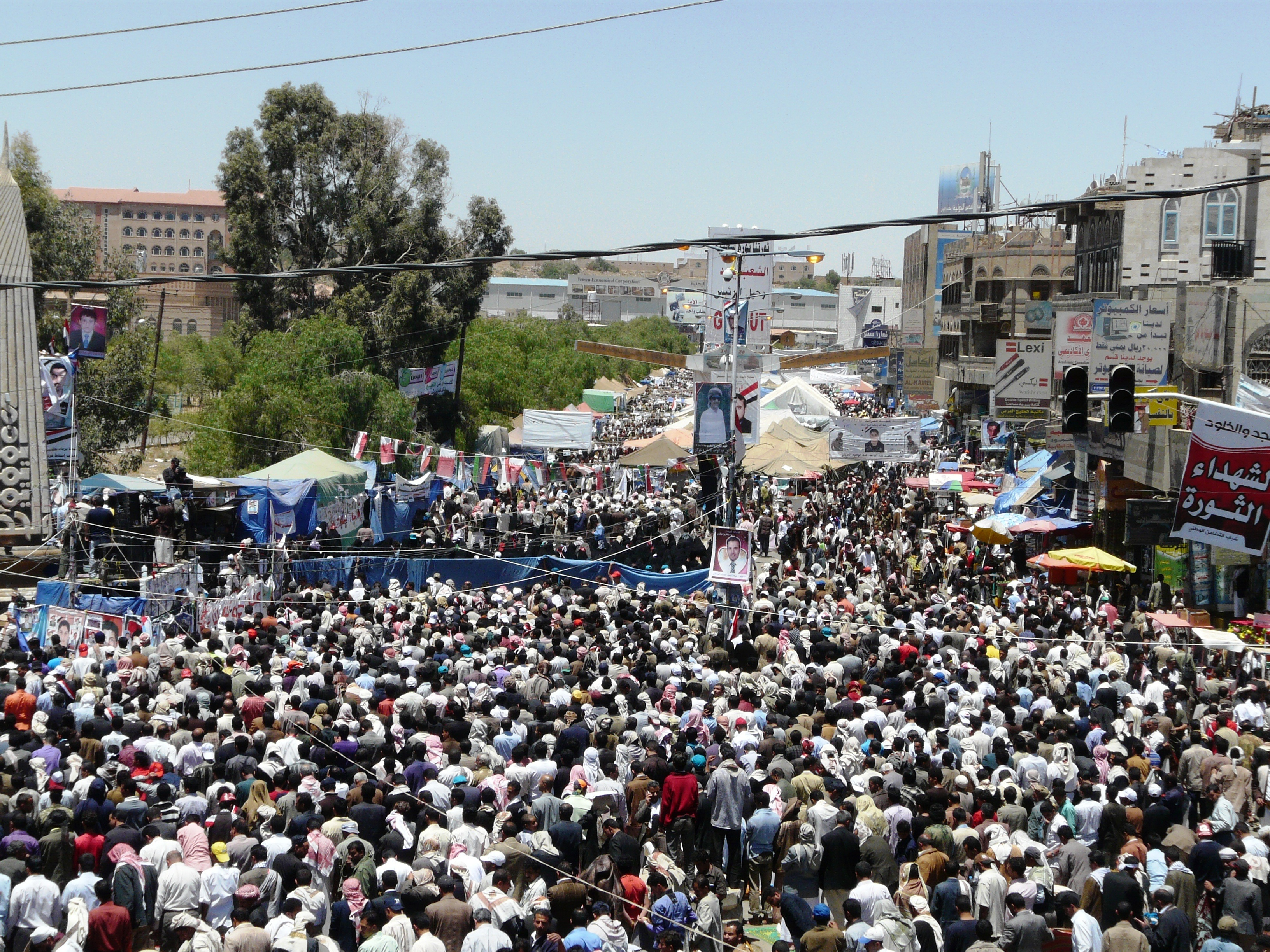
Proteste in Sanaa am 4. April 2011

### 27. Januar
Die Proteste beginnen mit einer Demonstration von rund 16.000 Jemeniten in den Straßen der Hauptstadt Sanaa gegen die Politik von Präsident Ali Abdullah Salih.

### 2. Februar
Am 2. Februar 2011 erklärt Salih, nicht für eine weitere Amtszeit kandidieren zu wollen und sein Amt auch nicht seinem Sohn zur Verfügung zu stellen.

### 17. Februar
Bei Unruhen in Aden werden am Abend des 17. Februar 2011 mindestens drei Demonstranten von Polizisten getötet.

### 18. Februar
Bei Protesten auf dem Hurrija-Platz in Taizz stehen sich am 18. Februar 2011 etwa 10.000 Oppositionelle und etwa 10.000 Regierungsanhänger gegenüber. Dabei wird eine Handgranate in die Menge demonstrierender Regierungsgegner geworfen, wodurch zwei Menschen getötet und etwa 30 Menschen verletzt werden. In der Hauptstadt Sanaa griffen regierungstreue Demonstranten Kritiker mit Knüppeln, Stöcken und Äxten an, wodurch es mindestens vier verletzte Demonstranten gab.

### 21. Februar

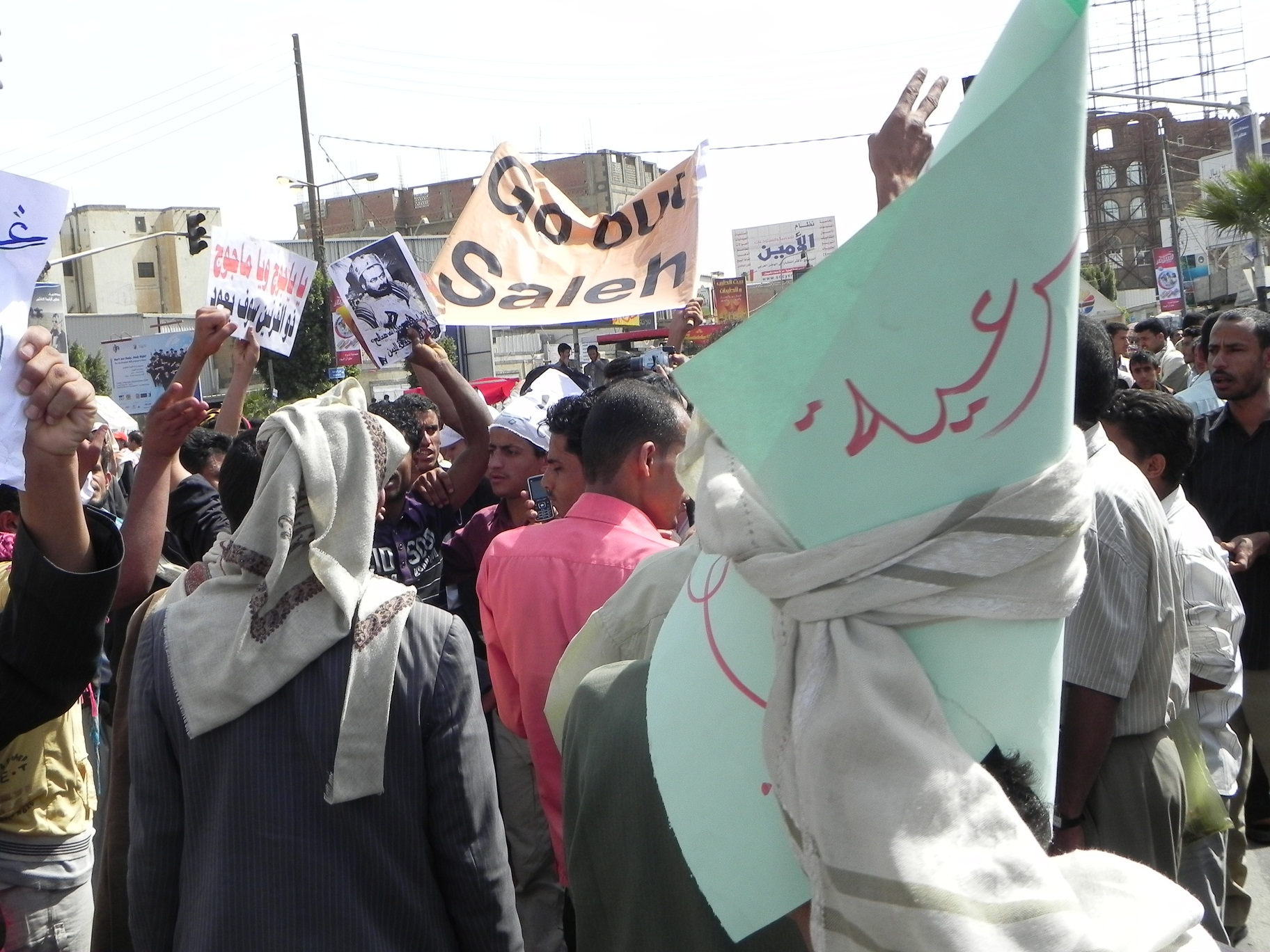
Demonstranten nahe der Universität Sanaas, Jemen

Präsident Salih bestätigt, dass er bis Ende seiner Amtszeit 2013 im Amt bleiben wolle. Gleichzeitig betont er, dass er Anweisung an die Sicherheitskräfte gegeben habe, nicht auf Protestierende zu schießen, es sei denn aus Notwehr.

### 22. Februar
Es kommt neuerlich zu umfangreichen Protesten.

### 4. bis 6. März
Nach den Freitagsgebeten demonstrieren abermals Zehntausende von Jeminiten, die zu erkennen geben, dass ein Rücktritts Salihs unbedingt notwendig sei, da man nicht mit ihm verhandeln wolle.

### 8. März

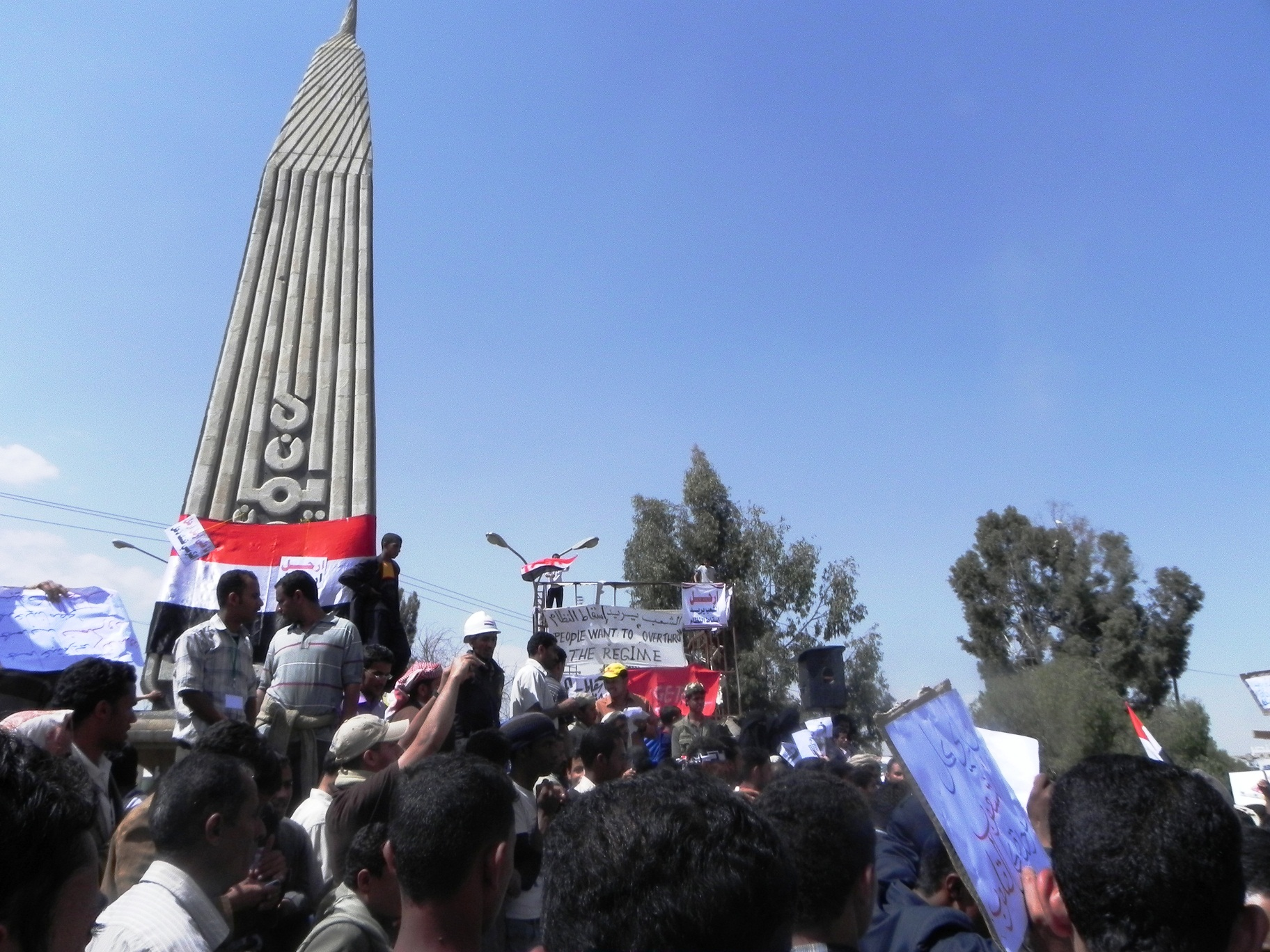
Studenten Proteste in Sanaa

Auf dem Gelände einer Universität in der Hauptstadt Sanaa kommt es ebenfalls zu Demonstrationen. Diese werden von Soldaten gewaltsam, unter Verwendung von scharfer Munition, Gummigeschossen und Tränengas beendet. Mehrere Menschen werden verletzt.
Zudem werden 33 Al-Qaida-Mitglieder von einem jemenitischen Geheimdienst aus einem Gefängnis befreit.

### 9. März
Am Morgen erliegt ein Demonstrant, der am 8. März von jemenitischen Soldaten angeschossen worden ist, seinen Verletzungen.

### 10. März
Es wird bekannt, dass Präsident Salih Reformen versprochen habe. Vor mehreren Tausend Anhängern kündigte er eine neue Regierung an. Zudem solle eine Parlamentskommission eine neue Verfassung ausarbeiten, die unter anderem eine effektive Gewaltenteilung beinhalten solle. Besagte Verfassung solle Ende des Jahres der jemenitischen Bevölkerung zur Abstimmung vorgelegt werden. Zudem kündigte Salih Neuwahlen an, die Ende 2011/Anfang 2012 stattfinden sollen. Salih kündigte zudem an, ein parlamentarisches Parlament einzusetzen.
Die Opposition lehnt die Vorschläge Salihs ab und ruft zu weiteren Protesten gegen ihn auf. Mohammed el Zabri, der Sprecher der parlamentarischen Opposition, erklärte die Initiative des Präsidenten für überholt und verwies darauf, dass das Angebot den Tod des Regimes markiere. Die Organisation „Jugend des Aufstands“ stellte klar, dass dieser Vorschlag schon zum Zeitpunkt des Amtsantrittes Salihs hätte kommen müssen; dies war im Jahr 1978.

### 11. März
Aus dem ganzen Land werden Proteste gemeldet. In der Hauptstadt wird eine Meile der Freiheit eröffnet, die komplett unter Kontrolle der Demonstranten sein soll. Allein in Sanaa demonstrieren 10.000 Salih-Gegner. Zudem findet eine Demonstration von ebenfalls 10.000 Salih-Anhängern statt. Bei der gewaltsamen Auflösung der Demonstration werden mindestens 2 Menschen getötet und mindestens 300 verletzt.

### 12. März
Auch in Aden kommt es zu einer großen Demonstration. Bei der gewaltsamen Zerschlagung derselben durch Sicherheitskräfte werden 6 Menschen getötet.

### 13. März
Es kommt wieder zu massiven Protesten. Abermals gingen jemenitische Sicherheitskräfte gewaltsam gegen die Demonstranten vor.

### 14. März
Nahe der saudisch-jemenitischen Grenze töten Demonstranten 4 Sicherheitskräfte. Scheinbar handelt es sich um einen Racheakt, da in der jemenitischen Stadt Al-Dschauf 20 Demonstranten verletzt worden sind, nachdem Sicherheitskräfte eine dortige Demonstration gewaltsam beendet haben.

### 18. März
Bei einer mit Waffengewalt niedergeschlagenen Demonstration in Sanaa werden mindestens 52 Menschen getötet und rund 240 verletzt. Die Demonstrationen hatten nach den Freitagsgebeten begonnen und in fast allen Teilen des Jemens stattgefunden; so etwa auch in Taizz und Aden. Sicherheitskräfte sollen die Demonstrationen von Dächern aus beschossen haben. Zudem seien mögliche Fluchtwege mittels brennender Reifen und Feuersäulen zuvor blockiert worden.
Der jemenitische Präsident Salih ruft den Ausnahmezustand aus. Dabei wird auch ein allgemeines Waffenverbot ausgesprochen, da viele Jemeniten Waffen mit sich führen.

### 19. März
In der Stadt Aden wird eine Demonstration in Form eines Sitzstreikes von Regierungsgegnern mittels Waffengewalt aufgelöst. Dabei werden 13 Menschen verletzt.
Auch in Sanaa demonstrieren wieder Zehntausende gegen Salih.
Nabil al-Fakih, der Minister für Tourismus, Nasr Mustafa, der Generalsekretär der staatlichen Nachrichtenagentur Saba und Faisal Amin Abu al-Ras, jemenitischer Botschafter in Beirut geben ihren Rücktritt von ihren Ämtern bekannt.

### 20. März
Es findet vor der Universität von Sanaa eine Trauerfeier für die getöteten Demonstranten statt. Diese wird sehr stark besucht, sodass auch die Seitenstraßen vor der Universität gefüllt sind.
Nachdem zuvor schon die Minister für Tourismus, Nabil el Fakih, und Religion, Hammud el Hattar, zurückgetreten waren, tritt am Sonntag auch die Ministerin für Menschenrechte, Huda el Baan, zurück, die zudem bekannt gibt, dass sie aus der Partei von Präsident Salih austreten werde. Auch ihr Staatssekretär schließt sich ihr an.
Abdul Madschid al-Sindani, ein als Islamist eingestufter 'alim, fordert Präsident Salih zum Rücktritt auf. An seiner Stelle solle der jemenitische Vizepräsident Abed Rabbo Mansur Hadi das Amt des Präsidenten antreten. Diesem Aufruf folgen auch Scheikh Sadiq al-Ahmar, der das Oberhaupt des Haschid-Stammes, des größten Stammes des Jemen, ist, sowie mehrere weitere religiöse Führer. Zudem wird gefordert, dass mehrere Polizeieinheiten der Regierung aufgelöst und die Elitesoldaten zurückgezogen werden sollen. Auch Salih selbst gehört dem Haschid-Stamm an.
Am Abend gibt die jemenitische Nachrichtenagentur Saba bekannt, dass Präsident Salih die Regierung aufgelöst habe.

### 21. März
Nachdem Generalmajor Ali Mohsen al-Ahmar erklärt hatte, seine Truppen schützten nun die Demonstranten gegen die Angriffe der Einheiten des Präsidenten, wechselten auch die Kommandanten von drei Regionen des Landes und ein General die Seite. Gemäß dem Chefredakteur der Zeitung „Yemen Post“ folgten bereits 60 Prozent der Armee Ali Mohsen. Befürchtet wird ein blutiger Kampf mit den Republikanischen Garden und anderen Eliteeinheiten des Präsidenten. Sieben jemenitische Botschafter traten von ihren Posten zurück.

### 27. März
Angesichts der andauernden Proteste hat der Präsident seine Bereitschaft zum Machtverzicht bekräftigt. Er klammere sich nicht an die Macht, wolle sie jedoch nicht im Chaos und nicht „irgendjemandem“ übergeben. Notwendig sei ein politischer Dialog, ohne den ein Bürgerkrieg wie in Somalia drohe.

### 29. März
Nach Darstellung von offizieller Seite haben sich die Einheiten der Regierung aus einigen Landesteilen zurückgezogen, darunter aus Gebieten im Norden, wo schiitische Rebellen die Regierung herausgefordert hatten, und aus Provinzen im Süden, die als Hochburg der al-Qaida bekannt sind. Laut Präsident Salih sind „sechs der 18 Provinzen Jemens gefallen“. Die Explosion in der Munitionsfabrik in Dscha'ar im Süden des Landes, bei der mindestens 110 Menschen ums Leben kamen, ereignete sich gemäß der Opposition, weil der Präsident seine Sicherheitskräfte zurückgezogen hat, so dass dort bewaffnete Islamisten die Kontrolle übernehmen konnten.
Aus der Hauptstadt Sanaa werden über 20.000 Demonstranten gemeldet, die gegen den Präsidenten protestieren.

### 1. April
Nach den Freitagsgebeten demonstrieren in mindestens 14 Provinzen hunderttausende Menschen friedlich gegen Präsident Salih, gleichzeitig finden auch Sympathie-Kundgebungen für Salih statt. Die Opposition verzichtet auf einen angekündigten Marsch zum Präsidentenpalast in Sanaa, um die Lage nicht zusätzlich anzufachen.

### 3. April
In Taizz versucht die Polizei unter Einsatz von Tränengas, Schlagstöcken und scharfer Munition den Protest der Opposition aufzulösen, dabei stirbt ein Demonstrant. Das Oppositionsbündnis JMP präsentiert einen Fünf-Punkte-Plan, der einen geordneten Übergang möglich machen soll.

### 4. April
Taizz wird erneut Schauplatz gewalttätiger Auseinandersetzungen. Nachdem aus einem Protestzug heraus Steine geworfen werden, feuern Scharfschützen von Dächern aus in die Menge, wobei bis zu 17 Menschen getötet werden. Der Freiheitsplatz, seit Mitte Februar das Zentrum der Demonstrationen, ist mit Panzern und gepanzerten Fahrzeugen abgeriegelt; Personen, die ihn verlassen möchten, werden umgehend verhaftet. Auch auf Zufahrtsstraßen zur Stadt sind gepanzerte Einheiten positioniert. In Hudaida kommt es bei Zusammenstößen zwischen Demonstranten und der Polizei zu 250 Verletzten. Der Golf-Kooperationsrat kündigt an, zwischen der jemenitischen Führung und der Opposition vermitteln zu wollen.

### 5. April
Bei Auseinandersetzungen in Sanaa kommen mindestens drei Menschen ums Leben, in Taizz dauert der Einsatz von Waffengewalt an. Unter den Toten in Sanaa sollen sich auch zwei Soldaten befinden, die einer Division angehörten, die auf die Seite der Opposition gewechselt war. Ali Mohsen al-Ahmar beschuldigt Gefolgsleute von Salih, ihn in einem Hinterhalt töten gewollt zu haben.
Einem Bericht der New York Times zufolge, der sich auf amerikanische und jemenitische Regierungsbeamte stützt, rücken die USA von Präsident Salih ab. Hinter geschlossenen Türen werde verhandelt wie ein Rücktritt Salihs und die neue Regierung aussehen könnten. Vizepräsident Abed Rabbo Mansur Hadi wird als Nachfolger Salihs in einer Übergangsregierung gehandelt.

### 7. April
Der Golf-Kooperationsrat enthüllt einen Plan zur Beilegung der Krise, der auch einen schnellen Rücktritt Salihs vorsieht.

### 11. April
Salih lehnt den Vorschlag des Golf-Kooperationsrats ab. Am Tag zuvor hatte der GCC ihn nach einem Treffen in Saudi-Arabien zum Rücktritt aufgefordert.

### 17. April
In Sanaa wird bei Protesten mit hunderttausenden Teilnehmern mit Tränengas, Wasserwerfern und scharfer Munition gegen Demonstranten vorgegangen, 30 Personen erleiden Schussverletzungen. Proteste werden auch aus Taizz, Ibb und al-Hudaida gemeldet.

### 24. April
Ali Abdullah Salih stimmt laut staatlichem Fernsehen dem Vorschlag des Golf-Kooperationsrats zu einer Machtübergabe bei gleichzeitiger Immunität zu.

### 25. April
Salih lehnt eine Unterschrift unter das Abkommen des GCC nun doch wieder ab.

### 27. April
Abermals gehen Hunderttausende im ganzen Land auf die Straßen, dabei kommt es wiederum zu Toten. In Sanaa werden zehn Demonstrierende durch Mitglieder der Republikanischen Garde erschossen, in der Provinz ʿAdan wird ein Demonstrant von Sicherheitspersonal getötet. Auch in Taizz finden erneut Proteste statt.

### 23. Mai – Kämpfe in Sanaa
Nachdem sich am Tag zuvor Ali Abdullah Salih erneut der Unterschrift unter das vom Golf-Kooperationsrat ausgehandelte Abkommen verweigert hat, greifen mindestens 100 regierungstreue Soldaten – unter ihnen Einheiten der Republikanischen Garde – das Haus Sadiq al-Ahmars im nördlichen Sanaaer Stadtteil Hassaba an. Zehn Soldaten, sechs von al-Ahmars Stammeskämpfern sowie zwei somalische Passanten sterben, 40 weitere Menschen erleiden Verletzungen. Zudem werden Gebäude in der Nachbarschaft durch die Kämpfe in Mitleidenschaft gezogen, unter ihnen das der staatlichen Fluggesellschaft Yemenia, welches in Brand gerät, und das der staatlichen Nachrichtenagentur Saba. Das Handelsministerium wird von Anhängern al-Ahmars besetzt.

### 24. Mai
Bei weiteren Gefechten in Sanaa werden 55 Menschen, darunter 15 jemenitische Soldaten, getötet. Auf beiden Seiten kommen Schnellfeuerwaffen, Panzerfäuste und Mörsergranaten zum Einsatz.

### 25. Mai
Nach einem Raketenangriff sind mindestens fünf weitere Tote zu beklagen. Der Sitz der staatlichen Nachrichtenagentur Saba und mehrere benachbarte Ministerien, darunter das Tourismusministerium, wurden in der Zwischenzeit von Kämpfern al-Ahmars eingenommen, der Flughafen von Sanaa aufgrund der Kämpfe geschlossen. Alle nicht zwangsläufig benötigten US-amerikanischen Diplomaten werden mit ihren Angehörigen aus Sanaa abgezogen.

### 26. Mai
In Sanaa kommt es zu einer Explosion in einem Waffendepot, das im Besitz des al-Ahmar-Stamms sein soll. Hierbei verlieren 28 Menschen ihr Leben.

### 27. Mai
Es wird ein Waffenstillstand zwischen den Stammeskämpfern von Sadiq al-Ahmar und den Regierungstruppen geschlossen, der vom 29. Mai an gelten soll und einen Rückzug der Stammesmilizen aus besetzten Regierungsgebäuden vorsieht.

### 29. Mai
300 bewaffnete al-Qaida-Kämpfer dringen in Zindschibar ein und übernehmen die Kontrolle. Salih wird beschuldigt, die „Truppen der zentralen Sicherheit“ zuvor bewusst aus der Stadt abgezogen und Militärdepots den radikalen Islamisten überlassen zu haben.

### 30. Mai
In Taizz wird der seit gut drei Monaten von Demonstranten besetzt gehaltene Freiheitsplatz mitten in der Nacht von Sicherheitskräften gestürmt, wobei auch Wasserwerfer und auf Gebäuden postierte Scharfschützen zum Einsatz kommen. Laut Angaben der UN gibt es mehr als 50 Todesopfer, Schätzungen gehen von weit über hundert Verletzten aus.
Die Strom- und Wasserversorgung des Sanaaer Stadtteils Hassaba wird gekappt.

### 1. Juni
In Sanaa greifen Teile der Präsidentengarde mit Artillerie das Hauptquartier einer für den Schutz von Regierungsgebäuden zuständigen Brigade an, deren Kommandeur einer bevorstehenden Kollaboration mit Salihgegnern bezichtigt wird. Der Präsidentengarde gelingt es nicht, den Stadtteil Hassaba unter ihre Kontrolle zu bringen. Es werden mindestens 37 Tote gezählt.
Unter anderem Kuwait und Italien schließen ihre Botschaften.

### 3. Juni – Angriff auf Salih
Nachdem bei Kämpfen zwischen Stammesmilizen und Einheiten der Regierung in der Hauptstadt Sanaa mittlerweile über 100 Menschen gestorben sind, kommt es am 3. Juni zu einem Granatenangriff auf den Präsidentenpalast. Während mehrere Minister schwer verletzt werden und drei Offiziere sterben, erleidet Präsident Salih schwere Verbrennungen sowie eine Blutung im Kopf, außerdem bleibt ein 7,6 Zentimeter langes Schrapnell in der Herzgegend stecken.
In der Nacht und am Morgen vor dem Angriff hatten sich Regierungstruppen und Stammesmilizen massive Kämpfe um Hassaba geliefert, bei denen erneut das Gebäude von Yemenia sowie die Büros des vom Haschid-Stamm kontrollierten Fernsehsenders Suheil in Brand geschossen wurden.
Nach dem Angriff auf Salih wird nun auch der Süden Sanaas Schauplatz einer Militäraktion. Das Haus eines Bruders von Sadiq al-Ahmar, Hamid al-Ahmar, wird dort von Soldaten der Regierung unter Beschuss genommen.

### 4. Juni
Aufgrund der Ausweitung der Kämpfe wird jetzt auch die deutsche Botschaft geschlossen. Andere EU-Staatsbürger sollen ebenfalls evakuiert werden.

### 5. Juni
Zwei Tage nach dem Angriff reist Ali Abdullah Salih zur medizinischen Behandlung nach Saudi-Arabien aus, was von den Demonstranten bejubelt wird. Dort wird er sich acht Operationen unterziehen. Für die Dauer seiner Abwesenheit wird ihn Vizepräsident Abed Rabbo Mansur Hadi vertreten, der sich sogleich mit dem US-Botschafter trifft.
Der Präsidentenpalast in Taizz wird von dutzenden Bewaffneten angegriffen, die vermutlich den Tod von Regierungsgegnern rächen wollen, wobei vier Soldaten und einer der Angreifer ums Leben kommen.
In Sanaa rücken die Regierungstruppen von ihren Kontrollposten ab.

### 7. Juni
Die Lage in Sanaa bleibt angespannt, in Stadtteil Hassaba werden zehn Leichen aufgefunden. Taizz wird laut eigenen Angaben inzwischen von Stammeskämpfern kontrolliert, die die wichtigsten Punkte der Stadt besetzt halten.

### 7. Juli
Ali Abdullah Salih tritt erstmals wieder im jemenitischen Staatsfernsehen in Form einer Videoansprache auf.

### 28. Juli
Circa 40 Kilometer nordöstlich von Sanaa sterben bei Kämpfen an einem Posten des jemenitischen Militärs 17 Soldaten und mindestens 23 der angreifenden Stammeskämpfer.

### 18. September
Bei einer von Zehntausenden besuchten Demonstration in Sanaa kommen mindestens 26 Menschen ums Leben. Regierungstreue Einheiten waren mit Reizgas und auf Dächern postierten Scharfschützen gegen die Demonstranten vorgegangen.

### 19. September
In Sanaa gibt es bei erneuten Protesten knapp zwei dutzend Tote; für 20 davon werden Scharfschützen verantwortlich gemacht, zwei sterben durch Mörserbeschuss. Sicherheitskräfte räumen gewaltsam den „Platz des Wandels“. Ein Lager der Republikanischen Garde wird von tausenden Protestierern überrannt, die Soldaten werden in die Flucht geschlagen, bevor diese von ihren Schusswaffen Gebrauch machen können. In Taizz kommen zwei Menschen zu Tode, als Demonstranten durch von Panzern und weiteren gepanzerten Fahrzeugen unterstützte Sicherheitskräfte attackiert werden. Aus Aden werden drei Verletzte gemeldet.

### 20. September
Der Platz des Wandels in Sanaa wird von Soldaten mit Mörsern angegriffen. Von jenen Menschen, die in der Nacht auf den Platz zurückgekehrt sind, werden mindestens sechs tödlich getroffen.
In Taizz beschießen regierungstreue Einheiten die rund um den Freiheitsplatz gelegenen Viertel mit Granaten, nachdem zuvor der Stadt der Strom abgedreht wurde.

### 23. September
Ali Abdullah Salih kehrt in den Jemen zurück.

### 24. September
Wieder gibt es bei einer nächtlichen Stürmung eines Platzes in Sanaa durch regierungstreue Kräfte Opfer zu beklagen, dieses Mal mindestens 16 Tote und 50 Verletzte. Auch von Scharfschützen und Granatenbeschuss ist erneut die Rede.

### 15. Oktober
Eine Demonstration in Sanaa mit zehntausenden Teilnehmern wird von Sicherheitskräften mit Tränengas und scharfer Munition zu stoppen versucht. Es kommen mindestens zwölf Menschen ums Leben.

### 16. Oktober
Mindestens drei Menschen werden bei Protesten in Sanaa durch Schüsse von regierungstreuen Einheiten tödlich verwundet.

### 17. Oktober
In Sanaa ereignen sich die schwersten Gefechte zwischen salihloyalen Truppen und Stammeskämpfern seit geraumer Zeit. Es werden bis zu acht Tote gemeldet, darunter befinden sich drei Menschen, die auf dem Platz des Wandels durch Granatenbeschuss zu Tode kamen.

### 21. Oktober
Der UN-Sicherheitsrat verurteilt in einer Resolution einstimmig die Gewalt im Jemen und ruft Salih zur Unterschrift des vom Golf-Kooperationsrat ausgearbeiteten Abkommens auf.

### 22. Oktober
Bei Kämpfen in Sanaa sterben 20 Menschen; im Konkreten fünf Regierungssoldaten, fünf zur Opposition übergelaufene Soldaten, sechs Stammeskämpfer, drei Zivilisten und ein Mitarbeiter des oppositionellen Fernsehsenders Saida. In Taizz gibt es bei vergleichbaren Auseinandersetzungen drei Verletzte.

### 23. November – Rücktritt Salihs
Nach mehreren gescheiterten Vermittlungsversuchen unterzeichnet Präsident Salih in Riad ein vom Golf-Kooperationsrat vermitteltes Abkommen zur schrittweisen Machtübergabe. Dem Abkommen zufolge soll Salih das Präsidentenamt innerhalb von 30 Tagen an den bisherigen Vizepräsidenten Abed Rabbo Mansur Hadi übergeben. Innerhalb von 90 Tagen, während derer Salih noch den Titel „Ehrenpräsident“ tragen darf, soll ein neuer Präsident gewählt werden. Salih soll nach seinem Rücktritt Immunität genießen.

### 24. November
Bei Protesten Tausender gegen die Vereinbarung, Salih Straffreiheit zu garantieren, werden in Sanaa fünf Menschen von Sicherheitskräften erschossen.

### 27. November
Vizepräsident Abed Rabbo Mansur Hadi ernennt Mohammed Basindawa, einen unabhängigen Oppositionellen, zum Übergangsministerpräsidenten und beauftragt ihn mit der Bildung einer Regierung der Nationalen Einheit. Salih, der nach wie vor noch nicht als Präsident zurückgetreten ist, verkündet unterdessen eine Generalamnestie für alle politischen Gefangenen, mit Ausnahme der Attentäter vom 3. Juni.
Es wird außerdem bekanntgegeben, dass die Präsidentenwahl am 21. Februar 2012 stattfinden soll.

### 24. Dezember
Nachdem ein Protestmarsch mit nunmehr 100.000 Teilnehmern, der vier Tage zuvor in Taizz gestartet war, in Sanaa eingetroffen ist, attackieren Elitesoldaten – trotz eines Befehls, sich aus den Straßen fernzuhalten – den Demonstrationszug mit Tränengas, Wasserwerfern und scharfer Munition. 14 Menschen sterben, mindestens 90 werden verletzt. Anlass der Proteste war erneut die Straffreiheit Salihs.
Am Tag zuvor hatte Salih verkündet, für einige Tage in die USA reisen zu wollen, „nicht, um mich behandeln […], sondern um […] die Übergangsregierung ordentlich die Wahlen vorbereiten zu lassen“. Die USA sind offenbar bereit, ihm für einen Krankenhausaufenthalt ein Visum auszustellen.

### 22. Januar 2012
Ali Abdullah Salih, der noch bis 21. Februar formell als Ehrenpräsident im Amt bleiben wird, übergibt die Macht an Abed Rabbo Mansur Hadi und reist in den Oman aus, um sechs Tage später zu medizinischen Behandlungen in die USA zu fliegen. Gleichzeitig kündigt er eine erneute Rückkehr in den Jemen als Vorsitzender der Partei Allgemeiner Volkskongress an.
Am Vortag hatte das jemenitische Parlament einer absoluten Immunität Salihs und einer weitgehenden seiner wichtigsten Mitarbeiter zugestimmt, was am Sonntag in Sanaa Proteste hervorrief. Zehntausende Demonstranten forderten dort die Todesstrafe für Salih.

### Präsidentschaftswahl
Am 21. Februar fanden die Präsidentschaftswahlen statt. Einziger Kandidat war der bisherige Vizepräsident Abed Rabbo Mansur Hadi, der das Amt für zwei Jahre übernehmen soll, um eine Verfassungsreform einzuleiten. Im Anschluss daran soll erneut gewählt werden. Die Separatistengruppe „Bewegung des Südens“ hatte im Vorfeld zu einem Boykott der Wahl aufgerufen.
Im Süden des Landes starben am Wahltag bei Angriffen mutmaßlicher Separatisten auf Wahlbüros mindestens zehn Menschen.

## Internationale Reaktionen
Großbritannien und die USA raten von Reisen in den Jemen ab. Die Situation dort sei sehr gefährlich.
Am 13. März 2011 gab das Weiße Haus durch den Außenamtssprecher Philip Crowley bekannt, dass es wegen der Ereignisse im Jemen „tief besorgt“ sei und forderte eine umgehende Aufklärung der Vorfälle. US-Präsident Barack Obama forderte am 18. März, dass die für die Gewalt Verantwortlichen zur Rechenschaft gezogen werden müssten. Salih solle friedliche Demonstrationen ermöglichen. Ein friedlicher, demokratischer und geordneter Übergang solle dabei von allen Seiten getragen werden. Am 27. März warnte US-Verteidigungsminister Robert Gates, ein Ende Salihs bedeute einen Rückschlag im Anti-Terror-Kampf. Aus dem Land heraus agiere der „aktivste und vielleicht aggressivste“ Arm der al-Qaida, gegen die es derzeit noch eine Kooperation zwischen Präsident Salih, seinen Sicherheitsbehörden und den USA gebe.
Auch UN-Generalsekretär Ban Ki-moon äußerte, dass er über die Vorgänge im Jemen tief besorgt sei und erinnerte daran, dass es die Aufgabe des jemenitischen Staates sei, die Zivilbevölkerung zu schützen.

## Hilfsersuchen der Opposition
Die jemenitischen Oppositionsgruppen wenden sich am 19. März 2011 erstmals an die internationale Gemeinschaft, um Hilfe zu erbeten. Der Weltsicherheitsrat solle, wie in Libyen, politische und moralische Verantwortung übernehmen, um so Maßnahmen zum „Schutz der Zivilpersonen“ einzuleiten.